# Davis Township (comté de Henry, Missouri)
Pour les articles homonymes, voir Davis Township.
Davis Township est un township du comté de Henry dans le Missouri, aux États-Unis,.
Le township est fondé en 1873 et baptisé en référence à William Davis, un pionnier.

## Source de la traduction
- (en) Cet article est partiellement ou en totalité issu de l’article de Wikipédia en anglais intitulé « Davis Township, Henry County, Missouri » (voir la liste des auteurs).